# Association Internationale des Organisateurs de Courses Cyclistes
Die Association Internationale des Organisateurs de Courses Cyclistes (französisch, Abk.: AIOCC, dt.: Internationale Vereinigung der Radrennveranstalter) ist eine Vereinigung von Veranstaltern internationaler Straßenradrennen. Sie wurde am 19. Oktober 1956 in Mailand gegründet. Sitz der Vereinigung ist Paris.
Die Vereinigung repräsentiert insbesondere die Veranstalter der durch die Union Cycliste Internationale in der UCI WorldTour und UCI Europe Tour zusammengefassten Rennen. Präsident des Verbandes, der 129 Radrennen vertritt, ist seit Ende des Jahres 2008 der Tour-de-France-Direktor Christian Prudhomme.
Auf der Generalversammlung 2011 der AIOCC in Wien stand der Einsatz für mehr Umweltschutz und die Verwendung neuer Technologien zur Steigerung der Attraktivität von TV-Übertragungen, wie GPS und Helmkameras, im Mittelpunkt. An ihrer Forderung nach einem Verbot des Funkverkehrs zwischen Radrennfahrern und Sportlichen Leitern auch in WorldTour-Rennen hielt die AIOCC nicht fest. Diese Forderung war  von den ProTeams und ihrem Verband AIGCP abgelehnt worden.
In der Folge der Armstrong-Affäre beschloss der AIOCC Ende 2012 den Mitgliedern des Mouvement Pour un Cyclisme Crédible (MPCC) bei der Vergabe von Wildcards für seine Rennen Priorität einzuräumen. Christian Prudhomme wurde in seinem Amt als Vorsitzender bestätigt.